# Rally van Portugal 2007
De Rally van Portugal 2007, formeel 41º Vodafone Rally de Portugal, was de 41e editie van de Rally van Portugal en de vijfde ronde van het wereldkampioenschap rally in 2007. Het was de 428e rally in het wereldkampioenschap rally die georganiseerd wordt door de Fédération Internationale de l'Automobile (FIA). De start en finish was in Almancil.

## Programma
| Etappe | Datum                            | Klassementsproeven | Competitieve afstand |
| ------ | -------------------------------- | ------------------ | -------------------- |
| 1      | Donderdag 29 en vrijdag 30 maart | 7                  | 122,79 kilometer     |
| 2      | Zaterdag 31 maart                | 6                  | 152,92 kilometer     |
| 3      | Zondag 1 april                   | 5                  | 81,39 kilometer      |
|        |                                  |                    |                      |
| Totaal | Totaal                           | 18                 | 357,10 kilometer     |

## Resultaten
| Algemene top tien | Algemene top tien | Algemene top tien    | Algemene top tien              | Algemene top tien | Algemene top tien | Algemene top tien                | Algemene top tien                |
| Pos.              | #                 | Rijder               | Auto                           | Gr/kl             | Tijd              | Eerste                           | Punten                           |
| Pos.              | #                 | Navigator            | Inschrijving                   | C                 | Straftijd         | Vorige                           | Punten                           |
| ----------------- | ----------------- | -------------------- | ------------------------------ | ----------------- | ----------------- | -------------------------------- | -------------------------------- |
| 1.                | 1                 | Sébastien Loeb       | Citroën C4 WRC                 | A8                | 3:53:33,1         | 0:00                             | 10                               |
| 1.                | 1                 | Daniel Elena         | Citroën Total WRT              | C                 |                   | =                                | 10                               |
| 2.                | 7                 | Petter Solberg       | Subaru Impreza S12B WRC 07     | A8                | 3:56:47,0         | + 3:13,9                         | 8                                |
| 2.                | 7                 | Phil Mills           | Subaru World Rally Team        | C                 |                   | + 3:13,9                         | 8                                |
| 3.                | 2                 | Daniel Sordo         | Citroën C4 WRC                 | A8                | 3:58:38,4         | + 5:05,3                         | 6                                |
| 3.                | 2                 | Marc Martí           | Citroën Total WRT              | C                 |                   | +1:51,4                          | 6                                |
| 4.                | 3                 | Marcus Grönholm      | Ford Focus RS WRC 06           | A8                | 3:59:10,2         | + 5:37,1                         | 5                                |
| 4.                | 3                 | Timo Rautiainen      | BP Ford World Rally Team       | C                 | 5:00              | + 31,8                           | 5                                |
| 5.                | 4                 | Mikko Hirvonen       | Ford Focus RS WRC 06           | A8                | 4:00:41,2         | + 7:08,1                         | 4                                |
| 5.                | 4                 | Jarmo Lehtinen       | BP Ford World Rally Team       | C                 | 5:00              | + 1:31,0                         | 4                                |
| 6.                | 6                 | Daniel Carlsson      | Citroën Xsara WRC              | A8                | 4:01:46,3         | + 8:13,2                         | 3                                |
| 6.                | 6                 | Denis Giraudet       | OMV Kronos Citroën WRT         | C                 |                   | + 1:05,1                         | 3                                |
| 7.                | 25                | Gigi Galli           | Citroën Xsara WRC              | A8                | 4:03:12,7         | + 9:39,6                         | 2                                |
| 7.                | 25                | Giovanni Bernacchini | Aimont Racing Team             | A8                | 0:10              | + 1:26,4                         | 2                                |
| 8.                | 9                 | Jari-Matti Latvala   | Ford Focus RS WRC 06           | A8                | 4:04:18,0         | + 10:44,9                        | 1                                |
| 8.                | 9                 | Miikka Anttila       | Stobart VK Ford Rally Team     | C                 | 5:00              | + 1:05,3                         | 1                                |
| 9.                | 5                 | Manfred Stohl        | Citroën Xsara WRC              | A8                | 4:06:19,1         | + 12:46,0                        |                                  |
| 9.                | 5                 | Ilka Minor           | OMV Kronos Citroën WRT         | C                 |                   | + 1:05,1                         |                                  |
| 10.               | 27                | Andreas Mikkelsen    | Ford Focus RS WRC 04           | A8                | 4:07:24,7         | + 13:51,6                        |                                  |
| 10.               | 27                | Ola Fløene           | Stobart VK Ford Rally Team     | A8                |                   | + 1:05,6                         |                                  |
| DNF top tien      |                   |                      |                                |                   |                   |                                  |                                  |
| Pos.              | #                 | Rijder               | Auto                           | Gr/kl             | KP                | Reden                            | Reden                            |
| Pos.              | #                 | Navigator            | Inschrijving                   | C                 | KP                | Reden                            | Reden                            |
| DNF               | 8                 | Chris Atkinson       | Subaru Impreza S12B WRC 07     | A8                | 14                | Schade na ongeluk                | Schade na ongeluk                |
| DNF               | 8                 | Glenn MacNeall       | Subaru World Rally Team        | C                 | 14                | Schade na ongeluk                | Schade na ongeluk                |
| EX                | 17                | Toni Gardemeister    | Mitsubishi Lancer WRC 05       | A8                | 5                 | Uitgesloten - niet genoeg wielen | Uitgesloten - niet genoeg wielen |
| EX                | 17                | Jakke Honkanen       | Toni Gardemeister              | A8                | 5                 | Uitgesloten - niet genoeg wielen | Uitgesloten - niet genoeg wielen |
| DNF               | 21                | Mads Østberg         | Subaru Impreza S10 WRC 04      | A8                | 8                 | Ongeluk                          | Ongeluk                          |
| DNF               | 21                | Ole Kristian Unnerud | Adapta AS                      | A8                | 8                 | Ongeluk                          | Ongeluk                          |
| DNF               | 22                | Armindo Araújo       | Mitsubishi Lancer WRC 05       | A8                | 18                | Ongeluk                          | Ongeluk                          |
| DNF               | 22                | Miguel Ramalho       | Mitsubishi Motors de Portugal  | A8                | 18                | Ongeluk                          | Ongeluk                          |
| DNF               | 24                | Guy Wilks            | Ford Focus RS WRC 04           | A8                | 3                 | Mechanisch                       | Mechanisch                       |
| DNF               | 24                | Phil Pugh            | Ramsport                       | A8                | 3                 | Mechanisch                       | Mechanisch                       |
| DNF               | 35                | Martin Prokop        | Citroën C2 S1600               | A6                | 5                 | Ongeluk                          | Ongeluk                          |
| DNF               | 35                | Jan Tománek          | Martin Prokop                  | A6                | 5                 | Ongeluk                          | Ongeluk                          |
| DNF               | 38                | Michał Kościuszko    | Renault Clio S1600             | A6                | 9                 | Ongeluk                          | Ongeluk                          |
| DNF               | 38                | Maciej Szczepaniak   | Michał Kościuszko              | A6                | 9                 | Ongeluk                          | Ongeluk                          |
| DNF               | 40                | Stefano Benoni       | Citroën C2 R2                  | A6                | 14                | Ongeluk                          | Ongeluk                          |
| DNF               | 40                | Enrico Cantoni       | Stefano Benoni                 | A6                | 14                | Ongeluk                          | Ongeluk                          |
| DNF               | 47                | Alessandro Bettega   | Ford Fiesta S1600              | A6                | 18                | Wielophanging                    | Wielophanging                    |
| DNF               | 47                | Simone Scattolin     | TRT Srl                        | A6                | 18                | Wielophanging                    | Wielophanging                    |
| DNF               | 65                | José Pedro Fontes    | Fiat Abarth Grande Punto S2000 | N4                | 18                | Onbekend                         | Onbekend                         |
| DNF               | 65                | Fernando Prata       | Fiat Vodafone Team             | N4                | 18                | Onbekend                         | Onbekend                         |

| JWRC top drie | JWRC top drie        | JWRC top drie |
| Pos.          | Rijder               | Pnt.          |
| ------------- | -------------------- | ------------- |
| 1             | Per-Gunnar Andersson | 10            |
| 2             | Urmo Aava            | 8             |
| 3             | Jozef Béreš jr.      | 6             |

## Statistieken

#### Klassementsproeven
| Etappe | Datum    | KP | Starttijd | Naam                  | Lengte   | Snelste rijder  | Tijd    | Gem. snelheid | Rallyleider     |
| ------ | -------- | -- | --------- | --------------------- | -------- | --------------- | ------- | ------------- | --------------- |
| 1      | 29 maart | 1  | 17:35     | SSS Estadio Algarve 1 | 2,03 km  | Marcus Grönholm | 2:05,8  | 58,09 km/u    | Marcus Grönholm |
| 1      | 30 maart | 2  | 10:27     | Tavira 1              | 19,92 km | Mikko Hirvonen  | 14:07,5 | 84,62 km/u    | Marcus Grönholm |
| 1      | 30 maart | 3  | 11:27     | Serra de Tavira 1     | 24,38 km | Marcus Grönholm | 16:30,1 | 88,65 km/u    | Marcus Grönholm |
| 1      | 30 maart | 4  | 12:15     | S. Bras de Alportel 1 | 16,08 km | Sébastien Loeb  | 11:24,3 | 84,59 km/u    | Marcus Grönholm |
| 1      | 30 maart | 5  | 14:44     | Tavira 2              | 19,92 km | Marcus Grönholm | 13:52,3 | 86,16 km/u    | Marcus Grönholm |
| 1      | 30 maart | 6  | 15:44     | Serra de Tavira 2     | 24,38 km | Sébastien Loeb  | 16:10,2 | 88,65 km/u    | Marcus Grönholm |
| 1      | 30 maart | 7  | 16:32     | S. Bras de Alportel 2 | 16,08 km | Sébastien Loeb  | 11:10,6 | 86,32 km/u    | Sébastien Loeb  |
|        |          |    |           |                       |          |                 |         |               | Sébastien Loeb  |
| 2      | 31 maart | 8  | 9:48      | Silves - Ourique 1    | 30,69 km | Sébastien Loeb  | 21:36,5 | 85,22 km/u    | Sébastien Loeb  |
| 2      | 31 maart | 9  | 10:37     | Ourique 1             | 24,88 km | Sébastien Loeb  | 14:59,9 | 99,53 km/u    | Sébastien Loeb  |
| 2      | 31 maart | 10 | 11:32     | Almodovar 1           | 20,89 km | Sébastien Loeb  | 11:40,5 | 107,36 km/u   | Sébastien Loeb  |
| 2      | 31 maart | 11 | 14:50     | Silves - Ourique 2    | 30,69 km | Sébastien Loeb  | 20:16,0 | 90,86 km/u    | Sébastien Loeb  |
| 2      | 31 maart | 12 | 15:39     | Ourique 2             | 24,88 km | Sébastien Loeb  | 14:35,0 | 102,36 km/u   | Sébastien Loeb  |
| 2      | 31 maart | 13 | 16:34     | Almodovar 2           | 20,89 km | Sébastien Loeb  | 11:38,6 | 107,65 km/u   | Sébastien Loeb  |
|        |          |    |           |                       |          |                 |         |               | Sébastien Loeb  |
| 3      | 1 april  | 14 | 8:07      | Loule - Almodovar 1   | 17,60 km | Mikko Hirvonen  | 11:18,0 | 93,45 km/u    | Sébastien Loeb  |
| 3      | 1 april  | 15 | 8:39      | Loule 1               | 22,08 km | Sébastien Loeb  | 14:09,3 | 93,59 km/u    | Sébastien Loeb  |
| 3      | 1 april  | 16 | 11:42     | Loule - Almodovar 2   | 17,60 km | Marcus Grönholm | 11:11,1 | 94,41 km/u    | Sébastien Loeb  |
| 3      | 1 april  | 17 | 12:14     | Loule 2               | 22,08 km | Marcus Grönholm | 14:02,0 | 94,40 km/u    | Sébastien Loeb  |
| 3      | 1 april  | 18 | 14:00     | SSS Estadio Algarve 2 | 2,03 km  | Sébastien Loeb  | 2:06,8  | 57,63 km/u    | Sébastien Loeb  |

| KP overwinningen | KP overwinningen |
| Rijder           | Aantal           |
| ---------------- | ---------------- |
| Sébastien Loeb   | 11               |
| Marcus Grönholm  | 5                |
| Mikko Hirvonen   | 2                |

## Kampioenschap standen

#### Rijders
|   | Pos. | Rijder          | Pnt. |
| - | ---- | --------------- | ---- |
| 1 | 1    | Sébastien Loeb  | 38   |
| 1 | 2    | Marcus Grönholm | 37   |
| = | 3    | Mikko Hirvonen  | 30   |
| = | 4    | Daniel Sordo    | 19   |
| 2 | 5    | Petter Solberg  | 16   |

#### Constructeurs
|   | Pos. | Constructeur               | Pnt. |
| - | ---- | -------------------------- | ---- |
| = | 1    | BP Ford World Rally Team   | 67   |
| = | 2    | Citroën Total WRT          | 59   |
| 1 | 3    | Subaru World Rally Team    | 27   |
| 1 | 4    | Stobart VK Ford Rally Team | 21   |
| = | 5    | OMV Kronos Citroën WRT     | 21   |

- Noot: Enkel de top 5-posities worden in beide standen weergegeven.